# 神戸製鋼所加古川製鉄所

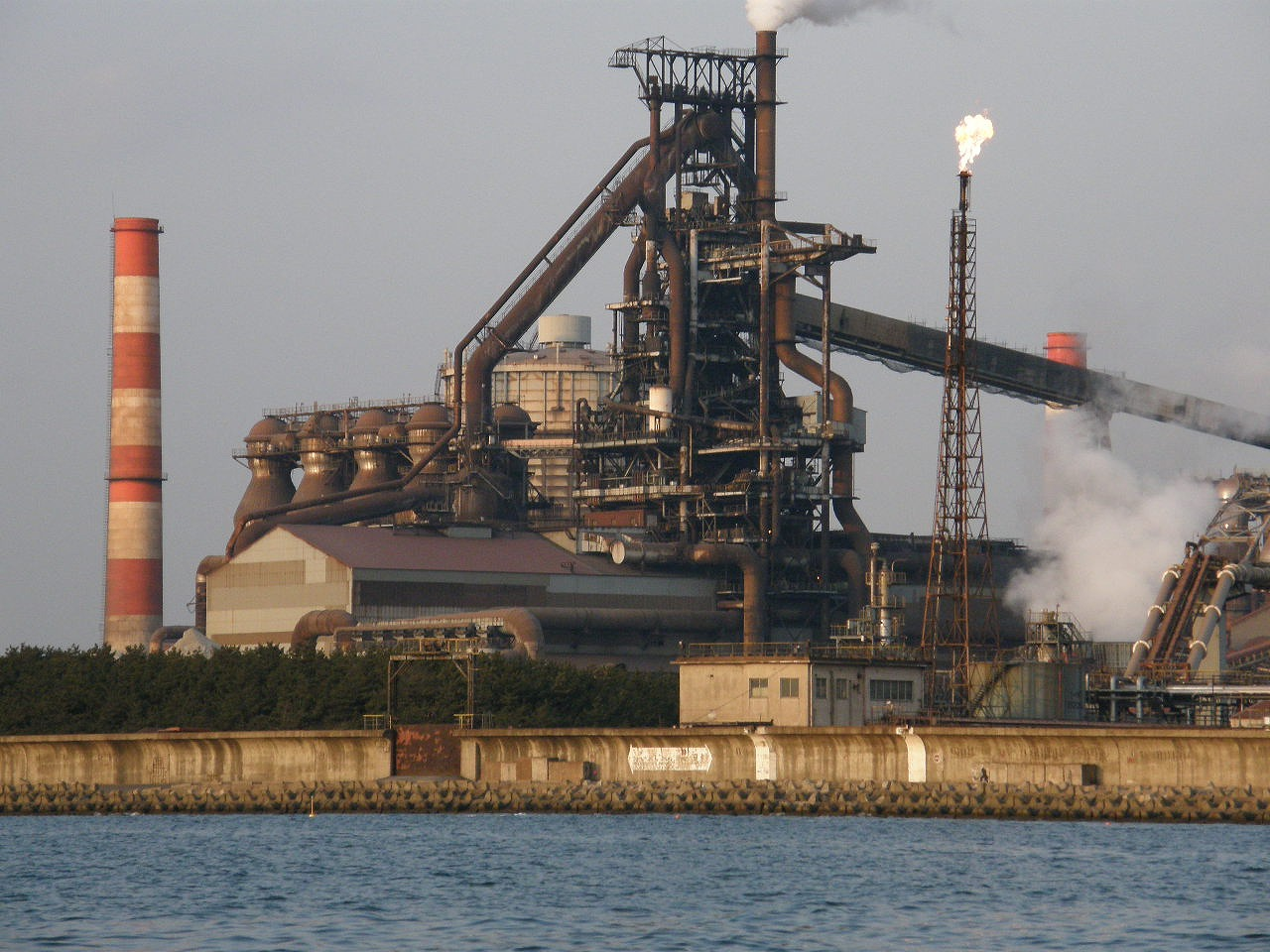
海から見る神戸製鋼所加古川製鉄所

神戸製鋼所加古川製鉄所（こうべせいこうしょかこがわせいてつしょ）は兵庫県加古川市金沢町1にある神戸製鋼所唯一の銑鋼一貫製鉄所。条鋼・鋼板を中心とする高付加価値の鉄鋼製品を国内及び世界各地に送り出している。
所長は執行役員の中村昭二。

## 概要
1964年（昭和39年）、増大する鉄鋼需要を背景に、当時主力であった神戸製鉄所とは別に製鉄所を加古川市に建設することが決定。1968年（昭和43年）4月に厚板工場が先行稼働し、1970年（昭和45年）8月に高炉の操業を開始し製鋼工場として稼動した。
鉄鋼一貫体制の神鋼唯一の製鉄所。加古川製鉄所の稼動により、神戸製鋼所は鋼板も手がける総合鉄鋼メーカーとなった。現在3基の高炉を有している。
2007年（平成19年）に1号高炉を吹き止めし、解体後新造した2号高炉が稼動し、実質2基体制での操業を行っている。
また、近隣に技術開発センター（鋳造・銑鉄技術開発、資料管理）がある。
1990年（平成2年）に高炉操業20周年を記念して始まった「神鋼かこがわフェスティバル」は、阪神・淡路大震災などで中止となった1995年（平成7年）、新型コロナウイルス蔓延により見送られた2020年、2021年、2022年、同所内の大規模工事が行われる2023年以外は毎年開催されており、地域のお祭りとして定着している。

## データ
- 敷地面積 約510ヘクタール（甲子園球場130個分）
- 従業員数 約2500人
- 年間粗鋼生産量 約581万トン（2024年度、日本国内第6位(製鉄所別)）

## 生産品
- 銑鉄
- 鋼板
- 条鋼
- 線材
- 鋼塊

## 公害
加古川市南部や加古郡播磨町にかけて粉塵による大気汚染が深刻な状況であり加古川製鉄所北縁に防塵ネットが設置されている。
- 神鋼加古川製鉄所　防じんネット月内完成（Web アーカイブ）2007/03/13

## アクセス
- JR西日本 加古川駅または東加古川駅、車で20分。
- 山陽電鉄 別府駅、車で10分。
- 国道2号線加古川バイパス 加古川東ランプから車で20分。